# Okaya
Okaya (岡谷市, Okaya-shi?) è una città giapponese della prefettura di Nagano.